# Brotnjo
 Ovo je glavno značenje pojma Brotnjo. Za nogometni klub iz Čitluka pogledajte NK Brotnjo Čitluk.
Područje današnje općine Čitluk, odnosno Brotnja, prvi put u povijesti spominje se 1306./07. godine u trgovačkim odnosima s Dubrovnikom. Taj do sada pronađeni najstariji nadnevak nađen je u dubrovačkom Povijesnom arhivu, što nas upućuje na to da je Brotnjo u to doba bilo povezano s tim primorskim gradom još u srednjem vijeku. Na ovom području do današnjih dana sačuvan je veći broj ilirskih gomila i gradina, rimskih hramova, ostataka antičke i rimske kulturne baštine, srednjovjekovnih, starohrvatskih crkvenih zgarišta, starih turskih kula, bezbroj vrlo različitih stećaka, tih “kamenih spavača“, koji svjedoče o bogatom, burnom i umjetnički nadahnutom životu na ovom području. To su, uglavnom, najkraće rečeno na neki način obilježja prošlosti Brotnja. U Brotnju je sačuvan veliki broj ilirskih gradina, a najpoznatije su u Hamzićima, Gradnićima i Krehin Gradcu. U tim prapovijesnim spomenicima pronađeni su grobovi, oružje, te razne vrste nakita, keramičkog posuđa i oruđa.
Osim Ilira, na području Brotnja živjeli su i Kelti u 4. i 3. stoljeću prije Krista. Na ovim područjima i Grci su imali značajnog utjecaja. Osim Grka, i Rimljanima su bili zanimljiva ova područja istočne obale Jadranskog mora, a njihovim dolaskom u ove krajeve opadao je utjecaj grčke kulture. Za vrijeme Rimljana u ovim krajevima, Brotnjo je teritorijalno pripadalo rimskoj provinciji Dalmaciji. Ostatci rimske materijalne kulture još su vidljivi u mnogim naseljenim mjestima Brotnja i to u Čerinu, Čitluku, Krehin Gradcu, Tepčićima, Biletići Polju... Na ovim lokalitetima pronađen je rimski novac, rani ostatci graditeljske arhitekture, kameni spomenici, rimski crijep, keramika, razne alatke, nakit i oruđe.
Slavenska plemena, u vrijeme velike seobe naroda, dolaze u ove krajeve od 597. godine, a najintenzivnije naseljavanje zbilo se u 6. i 7. stoljeću. poslije Krista. Župa Brotnjo, u to doba, pripadala je pokrajini Zahumlje, odnosno zapadnom Humu, koji se prostirao na sjeveru do Ivan planine, na jugu do Trebinja i Dubrovačkog primorja, a na istoku je graničio sa župom Gacko, te na zapadu do Imotskog i Kočerina. Srednjovjekovno Broćno (kasnije se udomaćilo ime Brotnjo) stalno se nalazilo u sastavu Humske zemlje. Brotnjo je zemljopisno smješteno u zapadnoj Hercegovini. Poznato je da su granice srednjovjekovne župe Brotnjo, odnosno Broćno, kako se tada župa nazivala, bile mnogo šire od današnjih granica.
Prema najnovijim istraživanjima, ime Brotnjo potječe od biljke broć (Rubia tinctorum), kojom se u srednjem vijeku u Brotnju bojilo sukno (platno). Ta biljka karakteristična za ovo podneblje Brotnja nalazi se u grbu općine Čitluk.

## Poveznice
- Čitluk
- Stećci u Brotnju